# Spreiding van Rijksdiensten
De spreiding van Nederlandse rijksdiensten was vanaf het begin van de jaren ’60  tot begin jaren ’80 van de twintigste eeuw een programma van verschillende achtereenvolgende Nederlandse kabinetten om meerdere rijksdiensten of -instituties en de daarbij behorende werkgelegenheid te spreiden over het hele land. Gaandeweg werd het voor opeenvolgende kabinetten een hoofdpijndossier.

## Aanloop
In de jaren 1950 begon de clustering van overheidsdiensten in Den Haag en omgeving te leiden tot oververhitting van de Haagse woningmarkt en uitputting van de beroepsbevolking van de stad. Tegelijkertijd waren er Nederlandse regio’s met weinig werkgelegenheid. 
In 1960 benoemde het kabinet-De Quay (1959-1963), in de persoon van de minister van Volkshuisvesting en Bouwnijverheid Jan van Aartsen (ARP), een eerste Commissie spreiding rijksinstellingen. Deze commissie, onder leiding van oud-minister-president Willem Drees (PvdA), achtte in haar eindrapport (1961) de spreiding mogelijk en ook gewenst. Alle ministeries en hogere instanties zouden in Den Haag blijven, maar lagere uitvoerende, arbeidsintensieve afdelingen, diensten of instanties konden gerust naar de provincie. In en om Den Haag werkten in die tijd 42.000 ambtenaren in rijksdienst.

## Uitwerking

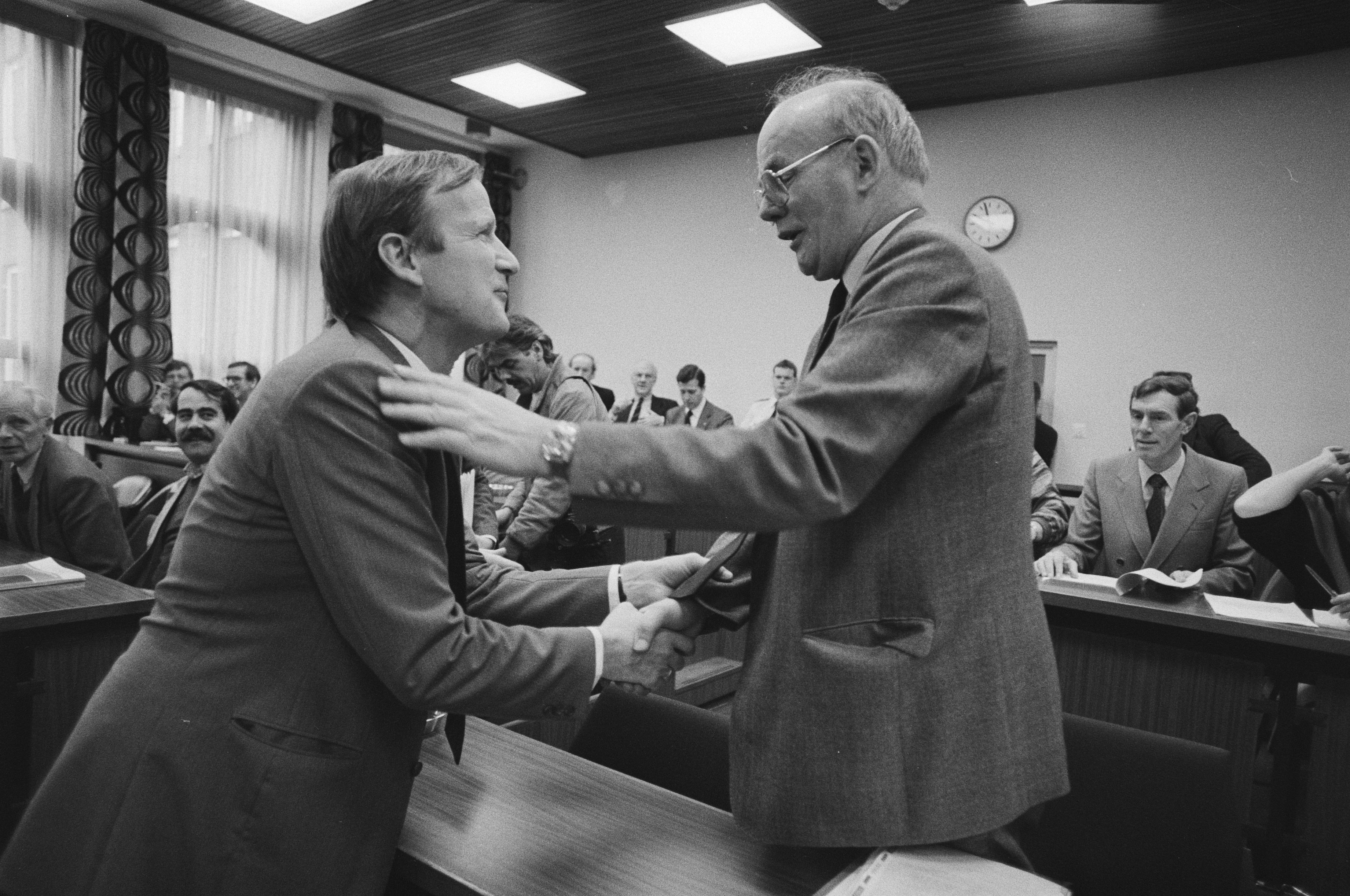
Hoorzitting (1984) PTT-verhuizing, links Schelto Patijn, commissaris der koningin van Zuid-Holland

Begin jaren 1960 betrok de Postcheque- en Girodienst een nieuw, groot gebouw in Arnhem, waar de dienst al sinds 1956 een vestiging had. Onderdelen van de Belastingdienst gingen naar Apeldoorn.
In 1967 werd het Centraal Bureau Spreiding Rijksdienst opgericht als onderdeel van het toenmalige ministerie van Binnenlandse Zaken. In november 1967 kwam minister van Binnenlandse zaken Henk Beernink (CHU) met zijn eerste Spreidingslijst. Honderden uitvoerende banen gingen naar Leeuwarden (voornamelijk onderdelen van Defensie) en Groningen  (Dienst Studietoelagen van het  ministerie van Onderwijs, onderdelen van Defensie, later ook van Economische Zaken).
In 1972 lanceerde Bé Udink (CHU), minister van Volkshuisvesting en Ruimtelijke Ordening, het Rijksspreidingsbeleid als onderdeel van de Tweede Nota Ruimtelijke Ordening om overheidsinstanties van Den Haag naar provinciesteden te verplaatsen. Het ging nu om veel meer arbeidsplaatsen dan in de eerste Spreidingslijst. In de jaren tot 1984 verhuisde de overheid 16.000 Haagse arbeidsplaatsen naar steden als Apeldoorn (Financiën, Rijkspolitie), Groningen (Centrale Directie PTT), Zwolle, Emmen (Topografische dienst), Veendam (RDW) en Heerlen (ABP en een deel van het CBS). Bovendien vestigde het ministerie van Onderwijs en Wetenschappen zich in Zoetermeer, ging het ministerie van Cultuur (CRM, later WVC) naar Rijswijk en het hoofdkantoor van het CBS naar Voorburg. De Binnenlandse Veiligheidsdienst BVD vertrok naar Leidschendam. Het ging om ongeveer 16.000 gezinnen met in totaal 50.000 tot 60.000 (welvarende) inwoners. Voor Den Haag had dit tot gevolg dat het inwonertal drastisch daalde en vooral middenklassegezinnen de stad uit trokken.
Kort na 1970 werd de spreiding Rijksdiensten breder uitgewerkt in het Integraal Structuurplan Noorden des Lands (ISP)  en de Perspectievennota Zuid-Limburg (PNL). In twee fasen zou het Noorden 16.000 arbeidsplaatsen in rijksdienst krijgen. De verhuizing van de PTT zou voor 1980 voltooid moeten zijn en 3400 banen in Groningen en 400 in Leeuwarden moeten scheppen. De economische crisis die al vanaf 1974 heerste, frustreerde de ambitieuze plannen. De verhuizing van de PTT werd tien jaar opgeschoven, en niet driekwart maar de helft van de Centrale Directie zou zich in Groningen vestigen. De hele operatie Verhuizing Centrale Directie PTT werd in 1981 op 1,6 miljard gulden geraamd, hetgeen neerkwam op 540.000 gulden (245.000 euro) per arbeidsplaats. Gaandeweg zouden er 3000 PTT'ers in Groningen moeten zijn gevestigd.
Nieuwe instituties zouden niet meer automatisch in Den Haag worden gevestigd, zo werd het pensioenfonds voor de zorgsector PGGM in 1972 in Zeist ondergebracht.
Rond 1980 werden de protesten van de ambtenaren luider. Het aanvankelijke recht om in Den Haag te mogen blijven werken bleek niet altijd meer te bestaan. Sommige ambtenaren werden gedwongen te verhuizen of ontslag te nemen. Ook de departementen zelf stonden niet te springen. Zo werd de Spreiding steeds meer een hete aardappel die tussen bewindslieden en van het ene kabinet naar het andere werd doorgegeven. Tijdens de bezuinigingsoperaties van het eerste kabinet-Lubbers (1982-1986) en de ingrepen in de ambtenarensalarissen bereikten de protesten een hoogtepunt. Groningse bestuurders hielden echter vol en dwongen de gedeeltelijke verhuizing van PTT Centrale Directie (plus de afdeling Telematica en een heel aantal stafdiensten) naar Groningen af. 

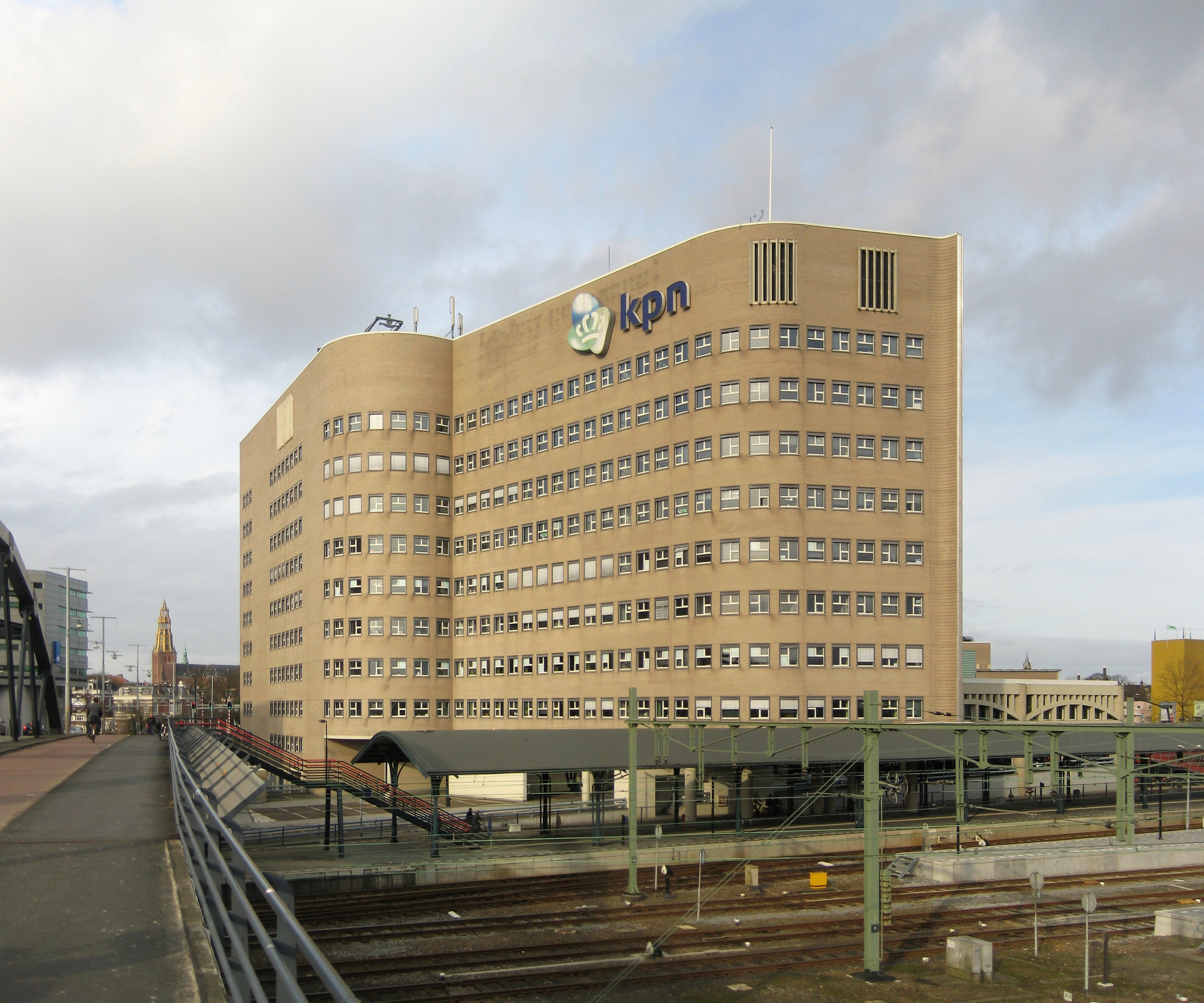
Voormalig PTT-kantoor in Groningen

Na de verzelfstandiging van de PTT wilde het bedrijf de directie weer terug in Den Haag hebben. In 1999 werd een nieuw hoofdkantoor betrokken op industrieterrein de Binckhorst in Den Haag. Rond 2022 is dit kantoor verbouwd tot wooncomplex. Het ministerie van Onderwijs zetelt sinds 2003 weer in Den Haag. Het ministerie van C.R.M. in Rijswijk ging in 1982 grotendeels op in het ministerie van Volksgezondheid, sinds 1998 gevestigd in het centrum van Den Haag. Het Girokantoor Arnhem is in 2021 verbouwd tot woningen. Op het laatst waren daar nog slechts enkele datacentra van de ING-bank (de opvolger van de Postgiro) ondergebracht. Het grotendeels verlaten PTT-kantoor in Groningen, de PTT-borg, ligt in de nieuw te ontwikkelen stationszone. Er zijn plannen voor sloop.

## Overzicht verhuisde rijksinstellingen
- PTT Centrale Directie (Groningen)
- Belastingdienst (Apeldoorn)

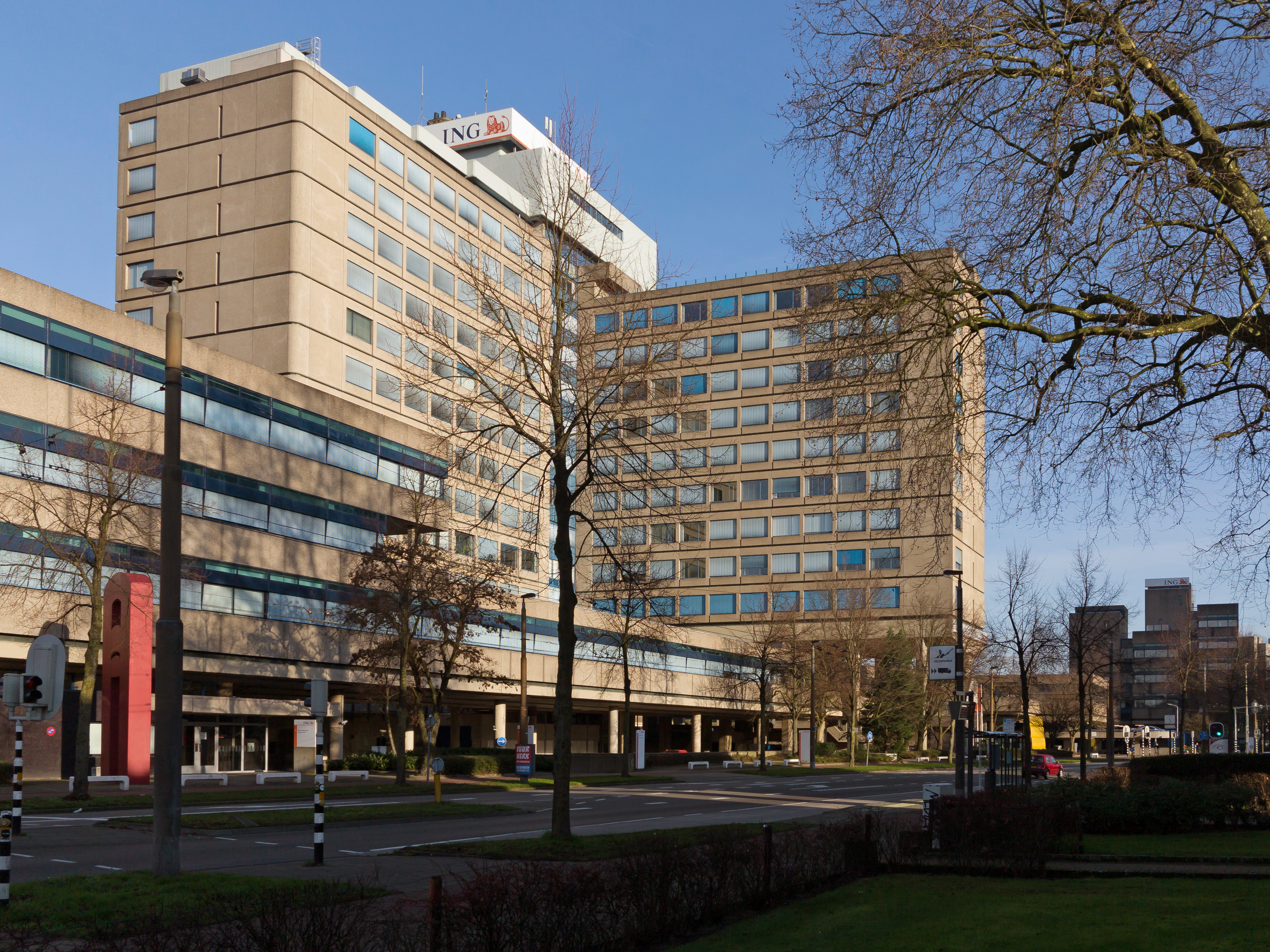
Het voormalige Girokantoor Arnhem, nog in oude staat (2015)

- AID, ministerie van Landbouw (Lelystad)
- Ministerie van Defensie (onderdelen, Leeuwarden)
- CRM (Rijswijk ZH)
- ABP (Heerlen)
- CBS (Voorburg, Heerlen)
- Postcheque- en Girodienst (Arnhem)
- RDW (Veendam)
- Ministerie van Onderwijs (Zoetermeer)
- Topografische Dienst/Kadaster (Emmen)
- BVD (Leidschendam)